# 土屋雅紀
土屋 雅紀（つちや まさのり、1966年10月22日 - ）は、日本の音響監督。プロセンスタジオを経て、現在はトンファブリーク所属。

## 参加作品
※特筆のないものは、全て音響監督としての参加

### テレビアニメ
1999年
- デュアル!ぱられルンルン物語（録音調整）
- ノワール（録音）
- 白鯨伝説（技術） ※19 - 26話　

2003年
- コロッケ!（録音調整）
- おもいっきり科学アドベンチャー そーなんだ!（調整）
- 神魂合体ゴーダンナー!!（録音）
- PEACE MAKER 鐵（録音） ※熊倉亨と共同
- 魔探偵ロキRAGNAROK（録音）

2004年
- 神魂合体ゴーダンナー!! SECOND SEASON（録音）
- DearS（録音調整）
- ToHeart Remember my memories（録音）
- ニニンがシノブ伝（録音調整）

2005年
- 灼眼のシャナ（録音調整）
- スターシップ・オペレーターズ（録音調整）
- トリニティ・ブラッド（録音調整）

2006年
- いぬかみっ!（ミキサー）
- スパイダーライダーズ 〜オラクルの勇者たち〜（録音調整）
- D.Gray-man （録音調整）

2007年
- 灼眼のシャナII -Second-（録音調整）
- スパイダーライダーズ ～よみがえる太陽～（録音調整）
- デルトラクエスト（ミキサー）

2008年
- 隠の王（録音調整）

2009年
- 黒神 The Animation（録音調整）
- Phantom 〜Requiem for the Phantom〜（音響調整）

2010年
- アマガミSS（録音調整、選曲）
- kiss×sis（録音調整）
- 心霊探偵 八雲（録音調整）
- ちゅーぶら!!（録音調整）

2011年
- デッドマン・ワンダーランド（録音調整）
- Fate/Zero（録音調整）
- マケン姫っ!（録音調整）

2012年
- アマガミSS+ plus（録音調整）
- じょしらく（録音調整）
- 超速変形ジャイロゼッター（サウンドミキサー）
- 夏色キセキ（録音調整）
- 武装神姫（録音調整）

2013年
- アイカツ!（録音調整）
- 帰宅部活動記録
- GJ部
- BLAZBLUE ALTER MEMORY
- 私がモテないのはどう考えてもお前らが悪い!（録音調整）

2014年
- 神々の悪戯（録音調整）
- GJ部@
- 極黒のブリュンヒルデ
- ノブナガン
- Fate/kaleid liner プリズマ☆イリヤ ツヴァイ!
- Fate/stay night [Unlimited Blade Works]（録音調整）
- 未確認で進行形（サウンドミキサー）

2015年
- 俺がお嬢様学校に「庶民サンプル」としてゲッツされた件
- ケイオスドラゴン 赤竜戦役（録音・調整）
- Fate/kaleid liner プリズマ☆イリヤ ツヴァイ ヘルツ!
- プラスティック・メモリーズ
- 放課後のプレアデス（録音調整）

2016年
- 三者三葉
- ドリフェス!（録音調整）
- NEW GAME!
- Fate/kaleid liner プリズマ☆イリヤ ドライ!!

2017年
- 異世界食堂
- 妹さえいればいい。
- CHAOS;CHILD
- NEW GAME!!
- 武装少女マキャヴェリズム

2018年
- 多田くんは恋をしない
- Butlers〜千年百年物語〜
- ポチっと発明 ピカちんキット（サウンド・ミキサー）
- 三ツ星カラーズ
- ヲタクに恋は難しい
- 愛玩怪獣

2019年
- 賢者の孫
- 世話やきキツネの仙狐さん
- 川柳少女
- ナカノヒトゲノム【実況中】
- うちの娘の為ならば、俺はもしかしたら魔王も倒せるかもしれない。
- アズールレーン

2020年
- イエスタデイをうたって
- ド級編隊エグゼロス
- 戦乙女の食卓
- 神達に拾われた男
- 池袋ウエストゲートパーク

2021年
- 2.43 清陰高校男子バレー部
- アズールレーン びそくぜんしんっ!
- 回復術士のやり直し
- 世界最高の暗殺者、異世界貴族に転生する

2022年
- スローループ
- 群青のファンファーレ
- プリマドール
- ちいかわ
- リアデイルの大地にて

2023年
- トモちゃんは女の子!
- 白聖女と黒牧師
- レベル1だけどユニークスキルで最強です
- とあるおっさんのVRMMO活動記

2024年
- 声優ラジオのウラオモテ
- 最凶の支援職【話術士】である俺は世界最強クランを従える
- 歴史に残る悪女になるぞ

2025年
- この会社に好きな人がいます

- 異世界黙示録マイノグーラ〜破滅の文明で始める世界征服〜

### OVA
2004年
- アカネマニアックス（録音エンジニア）
- トップをねらえ2!（録音調整）

2009年
- 聖闘士星矢 THE LOST CANVAS 冥王神話（サウンドミキサー）

2011年
- 武装神姫 MOON ANGEL（録音調整）
- ボトムズファインダー（録音）

2014年
- 今際の国のアリス

### 劇場アニメ
2007年
- 灼眼のシャナ（録音調整）

2010年
- ノラゲキ!

2012年
- 劇場版 BLOOD-C The Last Dark（ミキサー）

2014年
- 劇場版 アイカツ!（録音調整）

### Webアニメ
2022年
- 人形学園（アフレコ演出）

### 吹き替え
- アサシン 暗・殺・者（録音・調整） ※住谷真と共同
- 暗殺者（録音・調整）
- イレイザー（録音・調整）
- エッジ・オブ・ダークネス（吹替調整）
- スペシャリスト（録音・調整） ※金谷和美と共同
- 超常殺人者2（吹替調整）
- 沈黙の断崖（録音・調整）
- ディスクロージャー（録音・調整）
- 逃亡者 (1993年の映画)（録音） ※金谷和美と共同
- バックラッシュ (1996年の映画)（吹替録音・調整）
- バットマン リターンズ（録音・調整） ※金谷和美と共同
- ヘブンズ・プリズナー（録音・調整）
- ホワット・ライズ・ビニース（調整）
- リーサル・ウェポン4（録音・調整）

### ドラマCD
- 悪魔城ドラキュラX 月下の夜想曲
- サボテンの秘密（ミキサー）
- 封殺鬼～鵺子ドリ鳴イタ 5～（音響演出）

#### BLCD
- イベリコ豚と恋と椿。
- イベリコ豚と恋の奴隷。（音響演出）
- 恋惑星へようこそ
- 下がってお待ち下さい
- 素直じゃないけど（音響演出）
- ただ一人の男（演出）
- だってまおうさまは彼が嫌い 2（演出）
- 他人同士 法医学者と刑事の相性 小説Chara vol.27付録（演出）
- 小さな恋のメロディ
- DOLCE ドルチェ（演出）
- バニラリゾート
- ホントのところ
- 家賃半分の居場所です。（演出）
- 真昼の恋
- 蜜肌美人
- メランコリック・メローメロー
- Rush!
- リンゴに蜂蜜
- WORK in 限定版ミニドラマCD付
- WORK in ワーキン
- ワンウェイの鍵